# Jagger Eaton
Jagger Eaton, född 21 februari 2001, är en professionell amerikansk skateboardåkare.

## Karriär
Eaton tog brons vid OS 2020 i disciplinen street. Vid VM 2021 tog han guld i street och vid VM 2023 tog han guld i park. Vid olympiska spelen 2024 i Paris tog han silver i street.